# Cầu Sutong
Cầu Sutong Yangtze (tiếng Trung: 苏通长江大桥) là một cây cầu dây văng bắc qua sông Dương Tử nằm ở Trung Quốc nối giữa Nam Thông và Trường Thục, một thành phố vệ tinh của thành phố Tô Châu, tỉnh Giang Tô.

## Thiết kế và xây dựng
Cầu Sutong được thiết kế bởi Robin Sham, một kỹ sư xây dựng người Anh và sinh ra tại Hồng Kông, chuyên về lĩnh vực xây dựng cầu. Với nhịp chính là 1.088 mét (3.570 ft), đây là cây cầu dây văng có nhịp chính dài nhất thế giới từ năm 2008 đến năm 2012. Hai phần nhịp dẫn của cầu mỗi nhịp dài 300 mét (980 ft), cây cầu cũng có bốn nhịp cầu nhỏ khác. Cây cầu đã nhận được giải thưởng Kỹ thuật Xây dựng Xuất sắc năm 2010 (OCEA) bởi Hiệp hội Kỹ sư Xây dựng Hoa Kỳ.
Hai trụ tháp của cây cầu cao 306 mét (1.004 ft) cao và là trụ tháp cao thứ năm trên thế giới. Tổng chiều dài cầu là 8.206 mét (26.923 ft). Cầu được khởi công xây dựng vào tháng 6 năm 2003 và hợp long tháng 6 năm 2007. Cầu được thông xe vào ngày 25 tháng 5 năm 2008  và chính thức khánh thành vào ngày 30 tháng 6 năm 2008. Tổng kinh phí xây dựng cầu Sutong ước tính khoảng 1,7 tỷ Đô la Mỹ.
Việc hoàn thành cây cầu giúp rút ngắn quãng đường lưu thông giữa Thượng Hải và Nam Thông, trước kia phải di chuyển bằng phà trong khoảng bốn giờ, nay được giảm xuống còn khoảng một giờ. Cây cầu đưa Nam Thông đến gần hơn trong việc việc trở thành một phần quan trọng của khu vực kinh tế đồng bằng sông Dương Tử và đã thu hút các nhà đầu tư nước ngoài vào thành phố hơn. Cây cầu cũng đóng vai trò quan trọng cho sự phát triển của các khu vực nghèo khó hơn phía Bắc Giang Tô.
Phần trụ tháp được xây dựng kết cấu bê tông cốt thép hình chữ Y ngược với dầm nối giữa các chân tháp. Phần mặt cầu được xây dựng với một dầm hộp thép với các tấm chắn ngang và dọc bên trong và các mũi chắn ở hai bên bản mặt cầu. Tổng chiều rộng của mặt cầu là 41 mét bao gồm cả các mũi chắn.
Dự án xây dựng đường sắt đoạn Zhaodian – Huangdu của tuyến đường sắt Thượng Hải – Tô Châu – Nam Thông đã khởi công vào tháng 3 năm 2014. Sau khi hoàn thành các công trình như phần nền đường, cầu, chèn tà vẹt và phần thông tin liên lạc, tín hiệu, cấp điện và điện khí hóa, việc vận hành và chạy thử tích hợp đã diễn ra vào ngày 20 tháng 4 năm 2020.

## Ảnh

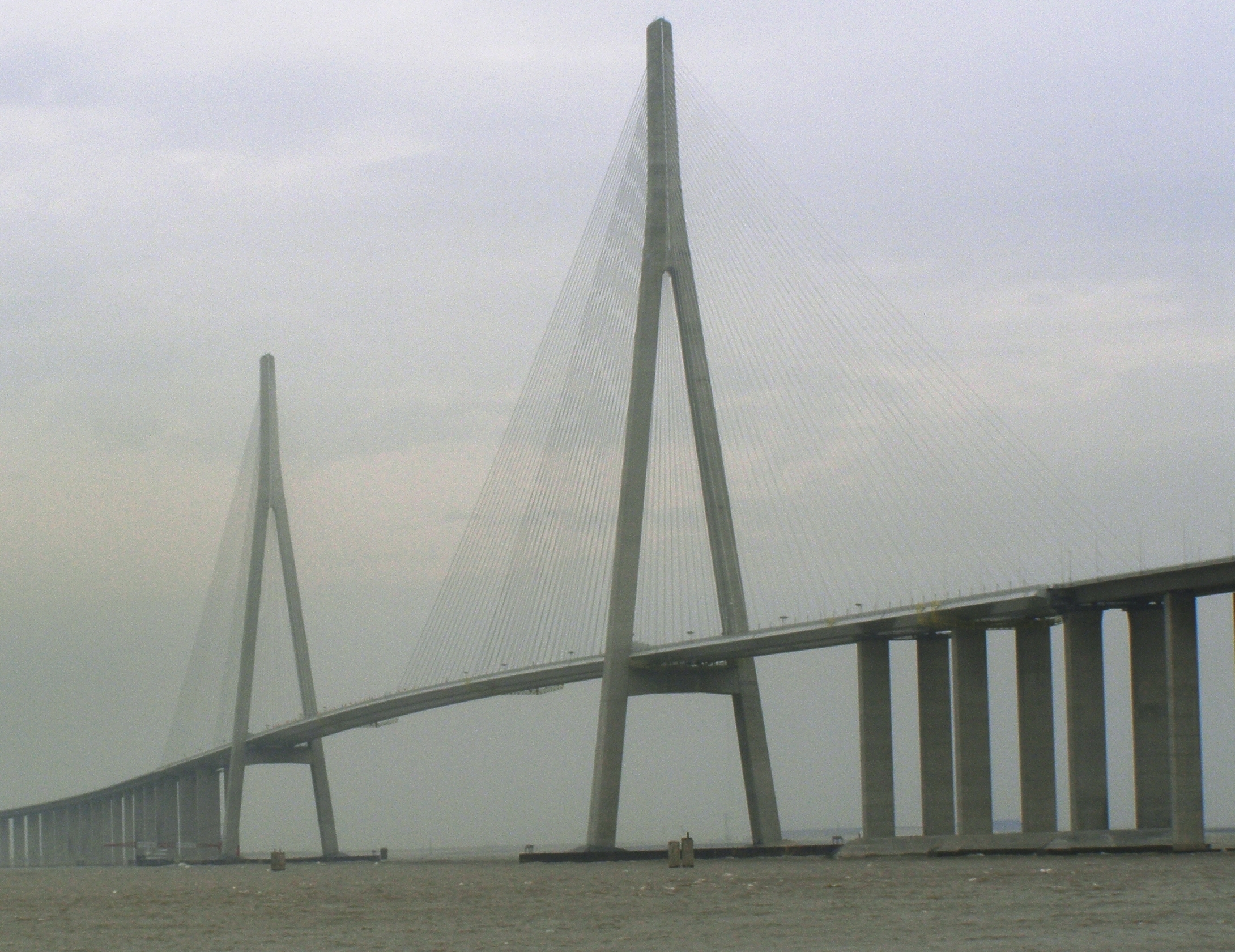
Cây cầu nhìn từ phía xa
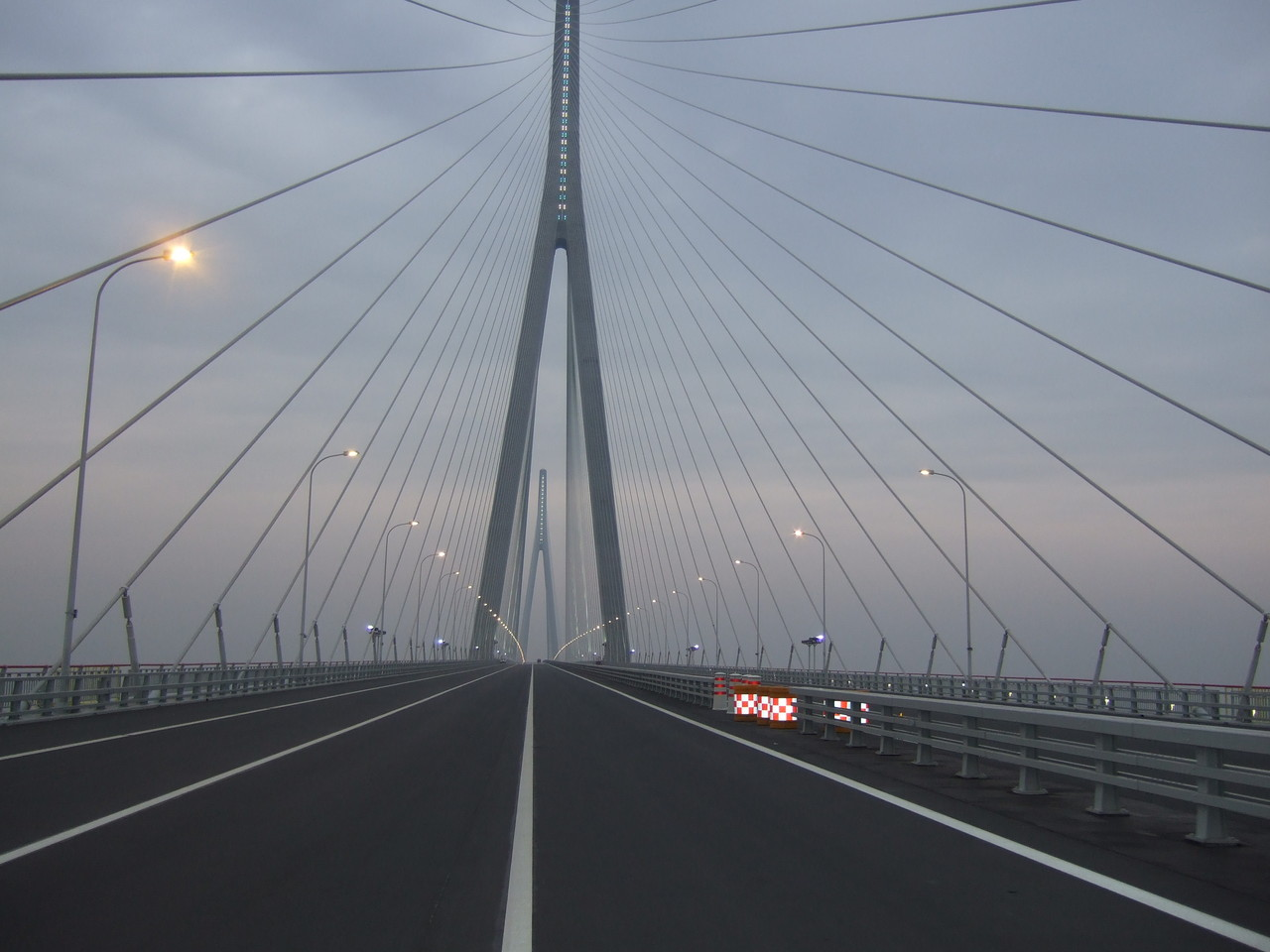
Mặt đường trên cầu
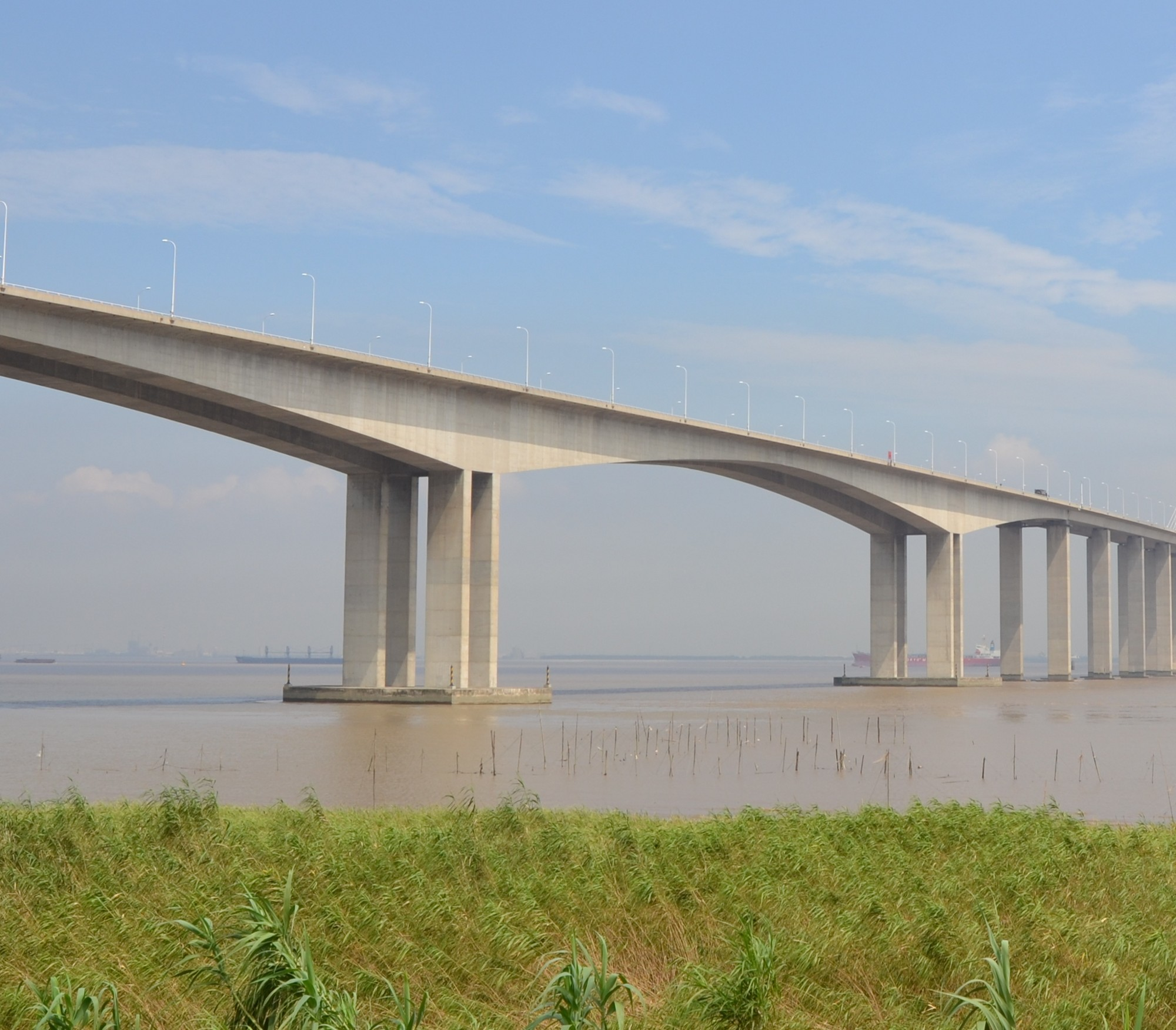
Đầu phía Nam cây cầu
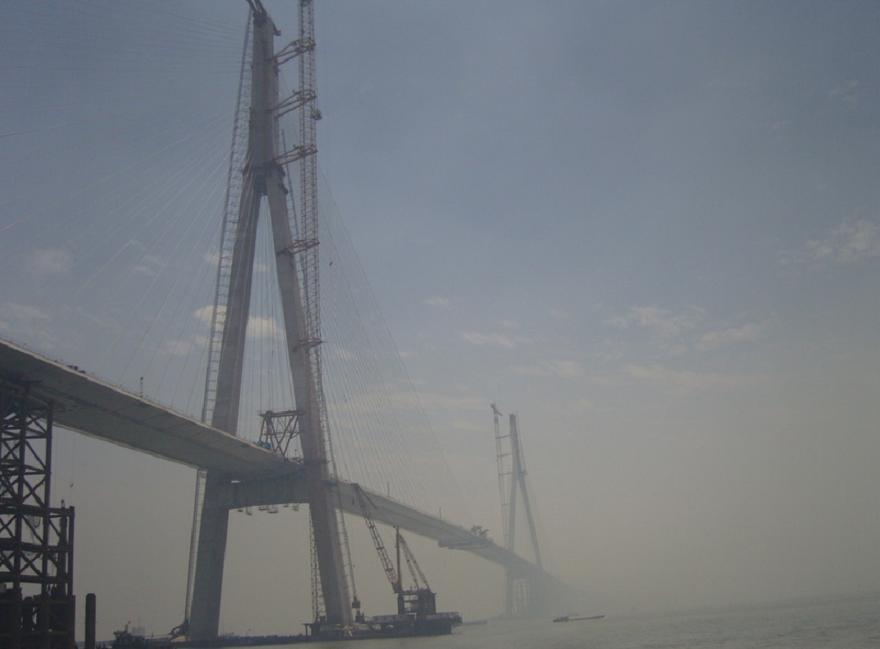
Cây cầu khi đang thi công xây dựng vào năm 2007